# Carlo Gastini
Carlo Giovanni Antonio Gastini (Torino, 23 gennaio 1833 – Torino, 28 gennaio 1902) è stato un tipografo e poeta italiano. 
È noto per essere il fondatore del movimento degli ex allievi di Don Bosco.

## Biografia
Gastini è stato il secondo studente interno di San Giovanni Bosco. Con lui è cresciuto come persona e si è formato come professionista. La sua storia è parallela alla nascita dell'Italia come nazione, con Torino come capitale industriale, e lo sviluppo dei Salesiani.
È stato responsabile della rilegatura della Tipografia Editoriale Salesiana, una delle più antiche d'Italia, fino al suo pensionamento. Più di duecento opere sono uscite dalle sue mani. Per il suo prestigio è stata invitata la Tipografia Editoriale Salesiana all'Expo 1888, così come altri internazionali a Bruxelles (1888), Colonia (1889) ed Edimburgo (1890).
Come poeta, è stato autore di innumerevoli poesie, dialoghi e discorsi. Il suo punto di partenza è sempre stata la vita di tutti i giorni. La sua poesia era semplice e quotidiana, con alcune metafore, piene di speranza, che fa appello al sentimento più che all'intelletto, ha scritto anche 39 commedie e 15 musical.
In segno di gratitudine a San Giovanni Bosco per l'educazione ricevuta, nel 1870 fondò il movimento degli Ex Allievi di Don Bosco, oggi presente in più di cento paesi con quasi 120.000 iscritti. È uno dei movimenti della Famiglia salesiana.Tra gli ex Allievi di Don Bosco ce ne sono, ad esempio, San Domenico Savio, Alberto Marvelli, Salvo D'Acquisto, Carlo Azeglio Ciampi, Umberto Eco, Vittorio Sgarbi, Silvio Berlusconi, Magdi Allam, Fabio Marchese Ragona, Marcello Cirillo, Rocco Buttiglione, Gian Carlo Caselli, Pippo Baudo oppure Michele Guardì.
Sua figlia Felisa Gastini ha fondato l'Associazione Ex Allieve delle Figlie di Maria Ausiliatrice. E la nipote Rosa Gastini, in pensione dalla SEI, è stata insignita della più alta onorificenza civile italiana: Cavaliere del lavoro. L'artista Marco Gastini e l'attrice Marta Gastini sono discendenti suoi.

## Benemerenze
- Esposizione Universale di Barcellona (Attestato, 1888)
- Esposizione Internazionale di Bruxelles (Attestato, 1888)
- Esposizione Internazionale di Cologna (Attestato, 1889)
- Esposizione Internazionale di Edimburgo (Attestato, 1890)